# Obsesja namiętności
Obsesja namiętności – amerykański thriller z 1992 roku.

## Główne role
- Kurt Russell jako Michael Carr
- Ray Liotta jako Pete Davis
- Madeleine Stowe jako Karen Carr
- Roger E. Mosley jako Roy Cole
- Ken Lerner jako Roger Graham